# Aleksandria (powiat żyrardowski)
Aleksandria – wieś w Polsce położona w województwie mazowieckim, w powiecie żyrardowskim, w gminie Puszcza Mariańska. Ma status sołectwa.
W latach 1975–1998 miejscowość należała administracyjnie do województwa skierniewickiego.